# Xylocopa abbreviata
Xylocopa abbreviata là một loài Hymenoptera trong họ Apidae. Loài này được Hurd & Moure mô tả khoa học năm 1963.